# Peoria Rivermen (IHL)
Die Peoria Rivermen waren ein US-amerikanisches Eishockeyfranchise der International Hockey League aus Peoria, Illinois. Ihre Heimspielstätte war die Carver Arena.

## Geschichte
Die Peoria Rivermen setzten 1984 den Spielbetrieb der Peoria Prancers in der IHL fort. Bereits in der ersten Saison nach der Umbenennung, der Spielzeit 1984/85, gewannen die Rivermen das Play-off-Finale und damit den Turner Cup, die Meisterschaft der IHL. Nachdem der Klub in den folgenden Jahren einmal die Play-offs nicht erreichen konnte und dreimal in der ersten Runde scheiterte, konnten die Rivermen in der Saison 1990/91 erneut den Turner Cup gewinnen. Im Play-off-Finale besiegten die Rivermen die Fort Wayne Komets mit 4:2 Siegen. Dieser Erfolg wurde bis 1996 nicht wiederholt. 
Nach der Saison 1995/96, die die Rivermen mit dem dritten Platz in der Midwest-Division der IHL abschlossen, wurde die Mannschaft nach San Antonio, Texas, umgesiedelt und nahm fortan unter dem Namen San Antonio Dragons am Spielbetrieb der IHL teil. Die Tradition der Peoria Rivermen wurde schließlich noch im selben Jahr von einem gleichnamigen Team aus der East Coast Hockey League fortgesetzt.  

## Team-Rekorde

### Karriererekorde
Spiele: 461  Doug Evans
Tore: 179  Doug Evans
Assists: 335  Doug Evans
Punkte: 514  Doug Evans
Strafminuten: 929  Doug Evans

## Bekannte Spieler
| - Greg Poss - Curtis Joseph - Guy Hebert - Doug Evans - Kelly Chase - Terry Hollinger - Guy Chouinard - Jean-Claude Bergeron - Martin Hamrlík - Yves Héroux | - Tony Hrkac - Nathan LaFayette - Dominic Lavoie - Michel Larocque - Jocelyn Lemieux - Witali Karamnow - Daniel Gauthier - Jeff Batters - Lyle Odelein |